# Ziegelbrücke (Schweiz)
Ziegelbrücke ist eine Ortschaft in den Kantonen Glarus und St. Gallen in der Schweiz. Ziegelbrücke ist bekannt durch den gleichnamigen Bahnhof.

## Politische Verhältnisse
Ziegelbrücke wird durch den Linthkanal, der zugleich die Kantonsgrenze bildet, in zwei Hälften geteilt. Der nordöstliche Teil mit dem SBB-Bahnhof liegt auf dem Gemeindegebiet von Schänis im Kanton St. Gallen und der südwestliche Teil auf der anderen Seite der Linth im Kanton Glarus seit dem 1. Januar 2011 in der Gemeinde Glarus Nord, vorher in der damals eigenständigen politischen Gemeinde Niederurnen.

## Verkehr
Auf dem St. Gallischen Teil leben rund 70 Personen, deren Hauptarbeitgeber die SBB sind. Der Bahnhof Ziegelbrücke ist ein Eisenbahnknotenpunkt der SBB-Linien von Zürich nach Chur und der Regionallinie von Rapperswil SG nach Linthal. Daneben verbinden die Postautolinien und der Autobetrieb Weesen-Amden den Bahnhof mit Weesen und Amden, mit den Gemeinden im Gasterland und mit den beiden Ortschaften Bilten und Niederurnen, beide in der politischen Gemeinde Glarus Nord.

## Wirtschaft
Das eigentliche Dorf liegt auf Glarner Seite und besteht grösstenteils aus der 1833 gegründeten Spinnerei-Zwirnerei-Weberei Fritz & Caspar Jenny AG. Diese Firma gilt mit ihrem kompletten Industrie-Ensemble als Spezialfall und ist im Inventar der schützenswerten Ortsbilder der Schweiz (ISOS) als Anlage von nationaler Bedeutung aufgeführt.
Es umfasst Produktions- und Lagerhäuser, Verwaltungsgebäude, Werkstätten, Gutsbetrieb, Fabrikweiher und Kanalsystem, das den Verlauf der Linth vor der Korrektion verrät, Kraftwerkanlage und Fabrikschlot. An den zugehörigen Wohnbauten sind die sozialen Schichten ablesbar: die Fabrikantenvilla im Park, das gut bürgerliche Wohnhaus und die Doppelvilla für die Direktoren, die Doppelfamilienhäuser für die Werkmeister und das 1861 vom Architekten Hilarius Knobel errichtete mächtige Kosthaus mit den Pflanzplätzen für die Arbeiterschaft.
Auf dem Jenny-Gelände entstand im Jahre 2012 ein weltweit fungierendes Koordinationszentrum der dänischen Brauerei Carlsberg, das mit rund 200 Mitarbeitern seit Mitte 2013 in Betrieb ist.
Die Kantonale Berufsschule Glarus liegt ebenfalls im glarnerischen Teil von Ziegelbrücke.

## Gewässer
Das genannte Kanalsystem entsteht am Zusammenfluss des Niederurnen Dorfbaches und der Rauti und wird von diesen mit Wasser gespeist. Das überschüssige Wasser fliesst in den Linthkanal.

## Geschichte

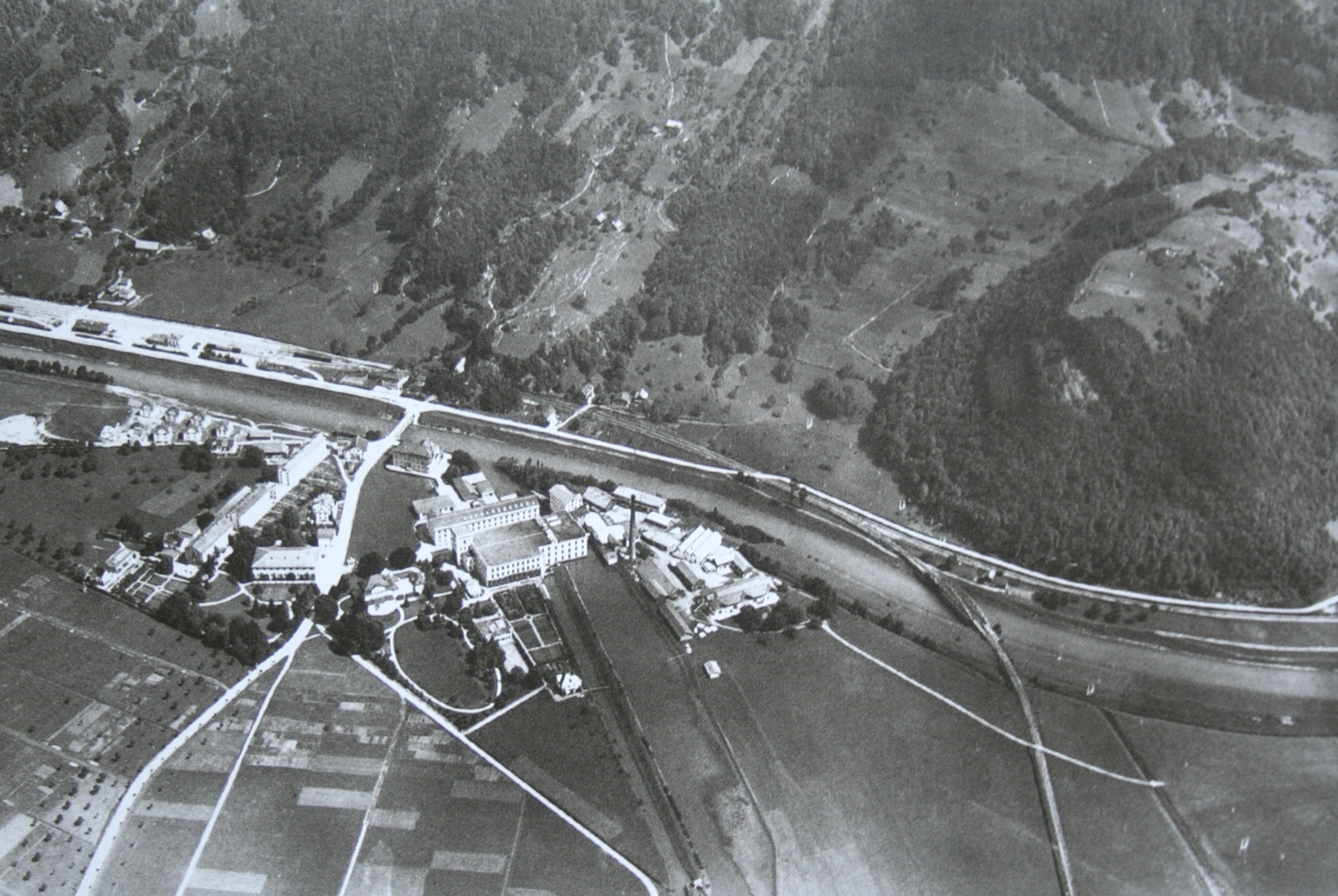
Ziegelbrücke vor 1920,
Aufnahme von Walter Mittelholzer.

Seit alters her ist das am einstigen Zusammenfluss von Linth und dem Walenseeausfluss Maag gelegene Ziegelbrücke wichtiger Handelsumschlagsplatz, und man fand hier eine römische Bronzestatue des Gottes Mercurius. Früher kam dem Dorf als Zollstation an der Wasserstrasse Walenstadt-Zürich eine grosse Bedeutung zu.
Eine mit Ziegeln gedeckte Brücke, die dem Ort den Namen gab, wird 1532 erstmals urkundlich erwähnt. Sie stand wenige Meter unterhalb der Mündung der Maag in die Linth, etwa an derselben Stelle wie die heutige Brücke über den Linthkanal.